# Mont Líban

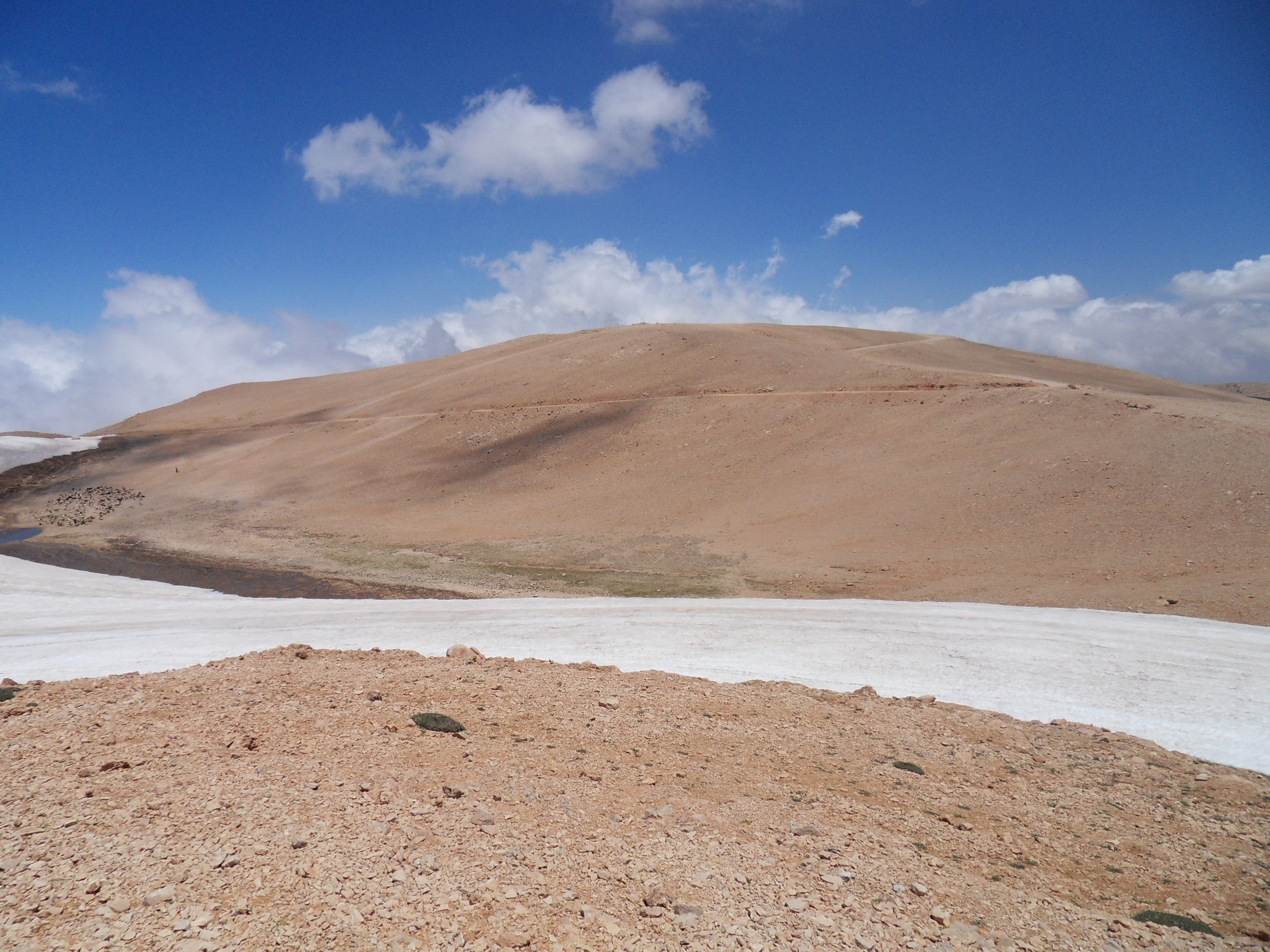
Vista del cim culminant del mont Líban: el Qurnat as-Sawda' (3.083 m)

La serralada del Líban (àrab: جبل لبنان, Jabal Lubnan; en els textos antics, àrab: Λίβανος ὄρος, Líbanos oros, i llatí: Libanus Mons) és el principal sistema muntanyós del Líban i del Pròxim Orient. El cim més alt del massís és el Qurnat as-Sawda', amb més de 3.000 metres d'altitud.
El seu nom ve d'una paraula semítica que vol dir 'blanc', en referència a la neu que el cobreix a l'hivern. Els hebreus el consideraven molt important a la seva història perquè amb la seva fusta es va fer el Temple de Jerusalem. En temps de Salomó les muntanyes depenien del rei de Tir.
Van utilitzar la seva fusta Assíria, Pèrsia, el diàdoc Antígon i els selèucides.
Els escriptors antics sempre presenten dues cadenes muntanyoses: el Líban i l'Antilíban des de la costa a Damasc, amb la darrera al sud. Fins a Eusebi i sant Jeroni no estableixen que l'Antilíban és a l'est del Líban.
El Líban començava entre Tir i Sidó i seguia paral·lel a la Mediterrània cap al nord amb la seva màxima altura entre Beirut i Trípoli (uns 3.000 metres); a l'est hi viuen els drusos.
Són famosos els cedres del Líban, però la producció d'encens a la zona és només llegendària.
El nom de Mont Líban es va donar al mutasarrifat de Mont Líban de majoria maronita cristiana sota els otomans (1860-1918) que va esdevenir un territori sota ocupació francesa (1918-1920) després de la primera guerra mundial i un mandat francès el 1920, quan fou ampliat per esdevenir l'estat del Gran Líban. Vegeu també Història del Líban.